# Лоран Гбагбо
Куду Лоран Гбагбо (фр. Koudou Laurent Gbagbo; нар. 31 травня 1945) — івуарійський політик, четвертий президент Кот-д'Івуару. Його ув'язнили, щоб зробити висновок, що він невинний у смертях під час виборчої кризи 2011 року.

## Політична кар'єра
Після військового перевороту 1999 року посаду президента обійняв генерал Робер Геї. Щоб легалізувати своє становище, він провів вибори, які сфальсифікував на свою користь. Реальним лідером перегонів був Лоран Гбагбо (59,4 %). Не погодившись з результатами виборів, останній провів 24 жовтня демонстрацію опозиції, яку було розстріляно «Червоною бригадою» влади генерала. Однак опозиція взяла гору, та 26 жовтня Гбагбо став президентом країни. Роберт Геї втік до Беніну.
Протягом двох перших років правління Гбагбо пресингував ісламський народ півночі. Його небажання піти у відставку за вимогами повстанців призвело до громадянської війни 2002—2007 років, під час якої було вбито до 3,5 тисяч осіб. За міжнародного посередництва в Уагадугу 4 березня 2007 року було підписано мирний договір. Опозиціонер Гійом Соро став прем'єр-міністром. 25 липня 2007 вони разом з Гбагбо виступили перед повстанцями на півночі країни, що фактично поклало край громадянській війні.

## Арешт
11 квітня 2011 року в Абіджані французький спецназ штурмував бункер президента Лорана Гбагбо, взявши його у полон та передавши до рук опозиції. Гбагбо утримували під арештом на півночі країни.
30 листопада 2011 року Лорана Гбагбо постав перед Міжнародним кримінальним судом у Гаазі. Його звинуватили у причетності до масових вбивств та зґвалтувань, вчинених його прихильниками під час збройного конфлікту, спричиненого відмовою Гбагбо передати владу переможцю на виборах Алассану Уаттарі.
15 січня 2019 року Міжнародний суд виправдав Лорана Гбагбо та його прибічника Шарля Бле Гуде.